# 大庭雅
大庭 雅（おおば みやび、英語: Miyabi Oba、1995年8月8日 - ）は、日本のフィギュアスケート選手（女子シングル）。愛知県瀬戸市出身。中京大学附属中京高等学校卒業。中京大学スポーツ科学部卒業。東海東京証券をスポンサーとしたスポンサー契約を締結。東海東京フィナンシャル・ホールディングス社員として競技を続行中。
2014年ニース杯2位。2014年ガルデナスプリング杯2位、2013年トリグラフ杯2位。

## 経歴
中京大学附属中京高等学校卒業。中京大学スポーツ科学部卒業。4歳から10歳まで器械体操を習っていたため、フィギュアを始めたのは10歳からとかなり遅いスタートであった。
2009-10シーズン、全日本ジュニア選手権に初めて出場し9位となる。2010年-11シーズン、ニース杯で7位、2回目の出場となった全日本ジュニア選手権で3位入賞する。初出場となった同年の全日本選手権では8位に入り、翌年の世界ジュニア選手権では8位に入った。
2011-12シーズン、ISUジュニアグランプリシリーズに初参戦し、JGPボルボ杯で7位となる。全日本ジュニア選手権では5位、2回目の出場となった全日本選手権では13位となる。2012-13シーズン、JGPボスポラスで4位、JGP B.シュベルター杯では2位入賞し国際スケート連盟の公式大会で初めて表彰台に立つ。その後、全日本ジュニア選手権で6位、全日本選手権で11位となる。シーズンの締め括りとなったトリグラフトロフィーでは2位入賞する。
2013-14シーズン、JGPバルティック杯で4位、JGPタリン杯で3位に入る。全日本選手権では10位となり、シーズン終盤のガルデナスプリング杯では2位入賞する。
2014-15シーズン、初戦のニース杯で2位入賞。ISUグランプリシリーズのGPロステレコム杯に出場し6位に入る。全日本選手権では12位となり、ユニバーシアードでは7位となる。
2015-16シーズン、全日本選手権で17位となる。
2016-17シーズン、全日本選手権で13位となる。
2018-19シーズン、昨シーズン出場できなかった全日本選手権に出場し19位となる。全日本選手権への出場は8回目。
2019〜2020シーズン、 第88回全日本フイギュアスケート選手権に出場 ショートプログラムでまさかの２度の転倒があり28位に沈みSPでまさかの脱落となった インタビューでは必死に涙を堪えていた

## 技術・演技
アクセルを除く5種類のトリプルジャンプを跳ぶことができる。特にサルコウやループなどのエッジジャンプを得意としており、短い助走からトリプルジャンプを実施することができる。また、コンビネーションのセカンドジャンプにトリプルトウループ、トリプルループを両方跳ぶことができる。トリプルアクセルも練習では成功させており、競技に組み込むこともある。2013年の全日本選手権のFSではトリプルアクセルに挑戦したが回転不足で転倒した。
試合で実施する主なコンビネーションはトリプルサルコウ・トリプルトウループやダブルアクセル・トリプルループなどである。
2011年全日本選手権のショートプログラムでは、解説の八木沼純子に「助走から直ぐジャンプに移って飛べる選手なので、スケーティングの合間にジャンプが入ってくるという感じで、繋ぎに乱れがなく、止まることがなく、最後までスムースに流れの中でジャンプを跳んでいる。」
と評された。

## 主な戦績
| 大会/年              | 2009-10 | 10-11 | 11-12 | 12-13 | 13-14 | 14-15 | 15-16 | 16-17 | 17-18 | 18-19 | 19-20 | 20-21 | 21-22 | 22-23 | 23-24 | 24-25 |
| -------------------- | ------- | ----- | ----- | ----- | ----- | ----- | ----- | ----- | ----- | ----- | ----- | ----- | ----- | ----- | ----- | ----- |
| 全日本選手権         |         | 8     | 13    | 11    | 10    | 12    | 17    | 13    |       | 19    | 28    |       | 19    | 20    | 21    | 21    |
| GPロステレコム杯     |         |       |       |       |       | 6     |       |       |       |       |       |       |       |       |       |       |
| ユニバーシアード     |         |       |       |       |       | 7     |       |       |       |       |       |       |       |       |       |       |
| ニース杯             |         | 7     |       |       |       | 2     |       |       |       |       |       |       |       |       |       |       |
| ガルデナスプリング杯 |         |       |       |       | 2     |       |       |       |       |       |       |       |       |       |       |       |
| トリグラフ杯         |         |       |       | 2     |       |       |       |       |       |       |       |       |       |       |       |       |
| 世界Jr.選手権        |         | 8     |       |       |       |       |       |       |       |       |       |       |       |       |       |       |
| 全日本Jr.選手権      | 9       | 3     | 5     | 6     |       |       |       |       |       |       |       |       |       |       |       |       |
| JGPタリン杯          |         |       |       |       | 3     |       |       |       |       |       |       |       |       |       |       |       |
| JGPバルティック杯    |         |       |       |       | 4     |       |       |       |       |       |       |       |       |       |       |       |
| JGP B.シュベルター杯 |         |       |       | 2     |       |       |       |       |       |       |       |       |       |       |       |       |
| JGPボスポラス        |         |       |       | 4     |       |       |       |       |       |       |       |       |       |       |       |       |
| JGPボルボ杯          |         |       | 7     |       |       |       |       |       |       |       |       |       |       |       |       |       |

- J - ジュニアクラス

### 詳細
| 2024-2025 シーズン    |                                              |          |           |           |
| 開催日                | 大会名                                       | SP       | FS        | 結果      |
| 2024年12月19日 - 22日 | 第93回全日本フィギュアスケート選手権（門真） | 20 57.03 | 21 106.16 | 21 163.19 |

| 2023-2024 シーズン    |                                              |          |          |           |
| 開催日                | 大会名                                       | SP       | FS       | 結果      |
| 2023年12月20日 - 24日 | 第92回全日本フィギュアスケート選手権（長野） | 24 50.80 | 21 99.23 | 21 150.03 |

| 2022-2023 シーズン    |                                              |          |           |           |
| 開催日                | 大会名                                       | SP       | FS        | 結果      |
| 2022年12月21日 - 25日 | 第91回全日本フィギュアスケート選手権（門真） | 13 59.77 | 21 100.17 | 20 159.94 |

| 2021-2022 シーズン    |                                                    |          |           |           |
| 開催日                | 大会名                                             | SP       | FS        | 結果      |
| 2021年12月22日 - 26日 | 第90回全日本フィギュアスケート選手権（さいたま市） | 24 55.69 | 18 109.27 | 19 164.96 |

| 2019-2020 シーズン    |                                              |          |    |          |
| 開催日                | 大会名                                       | SP       | FS | 結果     |
| 2019年12月19日 - 22日 | 第88回全日本フィギュアスケート選手権（東京） | 28 45.33 | -  | 28 45.33 |

| 2018-2019 シーズン    |                                              |          |           |           |
| 開催日                | 大会名                                       | SP       | FS        | 結果      |
| 2018年12月20日 - 24日 | 第87回全日本フィギュアスケート選手権（門真） | 15 57.08 | 20 100.71 | 19 157.79 |

| 2016-2017 シーズン    |                                              |          |           |           |
| 開催日                | 大会名                                       | SP       | FS        | 結果      |
| 2016年12月22日 - 25日 | 第85回全日本フィギュアスケート選手権（門真） | 10 59.19 | 13 106.26 | 13 165.45 |

| 2015-2016 シーズン    |                                              |          |           |           |
| 開催日                | 大会名                                       | SP       | FS        | 結果      |
| 2015年12月24日 - 27日 | 第84回全日本フィギュアスケート選手権（札幌） | 22 49.52 | 16 103.89 | 17 153.41 |

| 2014-2015 シーズン    |                                                  |          |           |           |
| 開催日                | 大会名                                           | SP       | FS        | 結果      |
| 2015年2月4日 - 14日   | ユニバーシアード冬季競技大会（グラナダ）         | 7 49.71  | 6 98.98   | 7 148.69  |
| 2014年12月25日 - 28日 | 第83回全日本フィギュアスケート選手権（長野）     | 18 51.21 | 10 105.14 | 12 156.35 |
| 2014年11月14日 - 16日 | ISUグランプリシリーズ ロステレコム杯（モスクワ） | 10 46.76 | 5 107.81  | 6 154.57  |
| 2014年10月15日 - 19日 | 2014年ニース杯（ニース）                         | 5 46.57  | 2 109.11  | 2 155.68  |

| 2013-2014 シーズン    |                                                    |          |           |           |
| 開催日                | 大会名                                             | SP       | FS        | 結果      |
| 2014年3月28日 - 30日  | 2014年ガルデナスプリング杯（ガルデナ）             | 2 53.70  | 1 108.78  | 2 162.48  |
| 2013年12月20日 - 23日 | 第82回全日本フィギュアスケート選手権（さいたま）   | 10 55.07 | 13 102.10 | 10 157.17 |
| 2013年10月9日 - 13日  | ISUジュニアグランプリ タリン杯（タリン）           | 2 57.51  | 6 94.62   | 3 152.13  |
| 2013年9月18日 - 22日  | ISUジュニアグランプリ バルティック杯（グダニスク） | 7 44.42  | 2 102.44  | 4 146.86  |

| 2012-2013 シーズン    |                                                                |          |           |           |
| 開催日                | 大会名                                                         | SP       | FS        | 結果      |
| 2013年3月27日 - 31日  | 2013年トリグラフトロフィー（ブレッド）                         | 2 54.63  | 2 96.02   | 2 150.65  |
| 2012年12月20日 - 24日 | 第81回全日本フィギュアスケート選手権（札幌）                   | 23 42.23 | 10 101.66 | 11 143.89 |
| 2012年11月16日 - 18日 | 第81回全日本フィギュアスケートジュニア選手権（西東京）         | 2 56.61  | 12 87.40  | 6 144.01  |
| 2012年11月1日 - 4日   | 第28回西日本フィギュアスケートジュニア選手権（福岡）           | 2 55.81  | 5 102.74  | 2 158.55  |
| 2012年10月10日 - 14日 | ISUジュニアグランプリ ブラエオン・シュベルター杯（ケムニッツ） | 5 51.49  | 2 93.02   | 2 144.51  |
| 2012年9月19日 - 23日  | ISUジュニアグランプリ ボスポラス（イスタンブール）             | 4 49.16  | 4 89.37   | 4 138.53  |

| 2011-2012 シーズン     |                                                      |          |          |           |
| 開催日                 | 大会名                                               | SP       | FS       | 結果      |
| 2011年12月22日 - 25日  | 第80回全日本フィギュアスケート選手権（門真）         | 13 48.26 | 10 98.57 | 13 146.83 |
| 2011年11月25日 - 27日  | 第80回全日本フィギュアスケートジュニア選手権（八戸） | 6 49.34  | 4 98.68  | 5 148.02  |
| 2011年11月3日 - 6日    | 第28回西日本フィギュアスケートジュニア選手権（京都） | 21 40.18 | 3 97.59  | 5 137.77  |
| 2011年8月31日 - 9月3日 | ISUジュニアグランプリ ボルボ杯（リガ）               | 14 35.97 | 6 86.69  | 7 122.66  |

| 2010-2011 シーズン   |                                                            |         |         |         |          |
| 開催日               | 大会名                                                     | 予選    | SP      | FS      | 結果     |
| 2011年2月28日-3月6日 | 2011年世界ジュニアフィギュアスケート選手権（江陵）         | 1 91.84 | 6 51.82 | 7 96.80 | 8 148.62 |
| 2010年12月24日-27日  | 第79回全日本フィギュアスケート選手権（長野）               | -       | 8 51.54 | 8 98.93 | 8 150.47 |
| 2010年11月26日-28日  | 第79回全日本フィギュアスケートジュニア選手権（ひたちなか） | -       | 7 45.18 | 2 99.03 | 3 144.21 |
| 2010年11月4日-7日    | 第27回西日本フィギュアスケートジュニア選手権（福岡）       | -       | 4 45.80 | 2 94.59 | 2 140.39 |
| 2010年10月13日-17日  | 2010年ニース杯（ニース）                                   | -       | 4 48.00 | 7 86.45 | 7 134.45 |

| 2009-2010 シーズン       |                                                      |          |         |          |
| 開催日                   | 大会名                                               | SP       | FS      | 結果     |
| 2009年11月21日 - 23日    | 第78回全日本フィギュアスケートジュニア選手権（横浜） | 16 41.72 | 7 81.21 | 9 122.93 |
| 2009年10月30日 - 11月1日 | 第26回西日本フィギュアスケートジュニア選手権（倉敷） | 19 36.36 | 3 82.15 | 4 118.51 |

## プログラム使用曲
| シーズン  | SP                                                                              | FS                                                                                          | EX                                                                  |
| --------- | ------------------------------------------------------------------------------- | ------------------------------------------------------------------------------------------- | ------------------------------------------------------------------- |
| 2022-2023 | Send In The Clowns 曲：スティーヴン・ソンドハイム 振付：大庭雅                  | テレビドラマ「医龍-Team Medical Dragon-」より Aesthetic 曲：澤野弘之 振付：大庭雅、安藤美姫 |                                                                     |
| 2021-2022 | Send In The Clowns 曲：スティーヴン・ソンドハイム 振付：大庭雅                  | 映画『タイタニック』より 作曲：ジェームズ・ホーナー 振付：安藤美姫                          |                                                                     |
| 2020-2021 | Send In The Clowns 曲：スティーヴン・ソンドハイム 振付：大庭雅                  | 映画『タイタニック』より 作曲：ジェームズ・ホーナー 振付：安藤美姫                          |                                                                     |
| 2019-2020 | 『リバーダンス』より 「ファイアーダンス」 作曲：ビル・ウィーラン 振付：安藤美姫 | 映画『タイタニック』より 作曲：ジェームズ・ホーナー 振付：安藤美姫                          |                                                                     |
| 2018-2019 | 『リバーダンス』より 「ファイアーダンス」 作曲：ビル・ウィーラン 振付：安藤美姫 | テレビドラマ『エデンの東』より 作曲：リー・ホールドリッジ 振付：安藤美姫                    |                                                                     |
| 2017-2018 | ガブリエルのオーボエ 映画『ミッション』より 振付：安藤美姫                      | テレビドラマ『エデンの東』より 作曲：リー・ホールドリッジ 振付：安藤美姫                    |                                                                     |
| 2016-2017 | ガブリエルのオーボエ 映画『ミッション』より 振付：安藤美姫                      | 映画『ナルニア国物語』より 振付：宮本賢二                                                   |                                                                     |
| 2015-2016 | Resphoina 作曲：久石譲 振付：宮本賢二                                           | 映画『ナルニア国物語』より 振付：宮本賢二                                                   |                                                                     |
| 2014-2015 | Resphoina 作曲：久石譲 振付：宮本賢二                                           | レ・ミゼラブル 作曲：クロード＝ミシェル・シェーンベルク 振付：宮本賢二                      |                                                                     |
| 2013-2014 | テンペスト 作曲：ガエターノ・プニャーニ、フリッツ・クライスラー 振付：宮本賢二  | レ・ミゼラブル 作曲：クロード＝ミシェル・シェーンベルク 振付：宮本賢二                      |                                                                     |
| 2012-2013 | テンペスト 作曲：ガエターノ・プニャーニ、フリッツ・クライスラー 振付：宮本賢二  | 火の鳥 作曲：イーゴリ・ストラヴィンスキー 振付：宮本賢二                                    | グッド・タイム ボーカル：アウル・シティ＆カーリー・レイ・ジェプセン |
| 2011-2012 | テンペスト 作曲：ガエターノ・プニャーニ、フリッツ・クライスラー 振付：宮本賢二  | だったん人の踊り 作曲：アレクサンドル・ボロディン 振付：宮本賢二                            | Shall we dance? 作曲：リチャード・ロジャース                        |
| 2010-2011 | リバティ・ファンファーレ 作曲：ジョン・ウィリアムズ 振付：荻山華乃              | だったん人の踊り 作曲：アレクサンドル・ボロディン 振付：宮本賢二                            | Shall we dance? 作曲：リチャード・ロジャース                        |
| 2009-2010 | リバティ・ファンファーレ 作曲：ジョン・ウィリアムズ 振付：荻山華乃              | バタフライ・ラヴァーズ 作曲：何占豪、陳鋼                                                   |                                                                     |